# 阿歷士·卡利斯
A.卡爾恩斯（Alexander Thomas "Alex" Cairns，1993年1月4日—）是英格蘭的職業足球運動員，司職守門員，現效力於英格蘭足球冠軍联赛列斯聯。

## 外部連結
- 足球数据库：阿歷士·卡利斯的球员统计数据